# Мюнхгаузены
Мюнхгаузены (нем. von Münchhausen), — аристократический нижнесаксонский род.
Известен с 1183 года, хроники сохранили имя рыцаря Ремберта. В 1228 году его потомок, рыцарь Хейно, участвовал с Фридрихом II Гогенштауфеном в крестовом походе в Палестину. Впоследствии род почти пресёкся, и из его представителей остался только один монах — он специальным указом был расстрижен, чтобы получить возможность продолжить род, и первый получил фамилию «Мюнхгаузен» («Дом монаха»). Из-за этого же гербом рода стало изображение монаха-цистерцианца с посохом (на золотом поле, с черно-золотым намётом). В XV веке род Мюнхгаузенов распался на две линии: «белую» (монах в белой одежде с чёрной полосой) и «чёрную» (монах в чёрной одежде с белой полосой).
В 1433—1618 годах Мюнхгаузены были наследственными маршалами Минденского княжества. В XVIII веке получили баронский титул.
Всего известно 1300 представителей рода Мюнхгаузенов, из них около 50 живут в настоящее время. Наиболее известные представители рода:
- Хилмар фон Мюнхгаузен (XVI в.), кондотьер, на испанской службе, служил Филиппу II Испанскому и герцогу Альбе;
- барон Герлах Адольф фон Мюнхгаузен (1688—1770), министр Ганновера, основатель и первый куратор Гёттингенского университета (1734), двоюродный брат «барона-лжеца» Иеронима Карла Фридриха.
- барон Отто II фон Мюнхгаузен (1716—1774), ботаник; в его честь названо семейство индийских цветущих кустарников Munchausia (иначе лагерстрёмия).
- барон Иероним Карл Фридрих фон Мюнхгаузен (1720—1797), ротмистр русской службы, знаменитый рассказчик
- барон Карл Людвиг Август Хейно фон Мюнхгаузен (1759—1836) — писатель; служил в гессен-кассельской армии и в её составе принимал участие в Американской войне («Война за независимость США»); в литературе известен драмой «Sympathie d. Seelen» (1791), собранием стихотворений, написанных в сотрудничестве с Зейме («Rückerinnerungen», 1797), и сборником сочинений смешанного содержания («Versuche, prosaischen u. poetischen Inhalts», 1801).
- барон Александр фон Мюнхгаузен (1813—1886) — премьер-министр Ганновера в 1850—1851 годах.
- барон Бёррис фон Мюнхгаузен (1874—1945), поэт, ставший академиком и одним из наиболее видных официозных литераторов при Гитлере; покончил с собой 16 марта 1945 года.

## Описание герба
В золотом поле монах в серебряной одежде с чёрными воротником, бортом и поясом, держащий в правой руке красный посох, а в левой руке красный мешок, усеянный золотыми крестами.
Щит увенчан повёрнутым некоронованным дворянским шлемом. Нашлемник — возникающий монах в серебряной одежде с чёрными воротником, бортом и поясом, держащий в правой руке красный посох, а в левой руке красный мешок, усеянный золотыми крестами. Намёт чёрный с золотом.